# OpenDemocracy
openDemocracy is een onafhankelijk mediaplatform en nieuwswebsite gevestigd in het Verenigd Koninkrijk. OpenDemocracy werd opgericht in 2001 en stelt dat het door middel van verslaggeving en analyse van sociale en politieke kwesties probeert "de macht uit te dagen en het democratisch debat aan te moedigen" over de hele wereld. De oprichters van de website zijn betrokken geweest bij gevestigde media en in politiek activisme.
Het platform is gefinancierd door subsidies van organisaties zoals de Charles Stewart Mott Foundation, de Open Society Foundations, de Ford Foundation en de Joseph Rowntree Charitable Trust, maar ook door directe donaties van lezers.